# Die fleißigen Bienen vom fröhlichen Bock
Die fleißigen Bienen vom fröhlichen Bock ist ein 1970 entstandenes Sexlustspiel von Hans Billian, der sich Jahre später einen Namen als Regisseur von Hardcore-Pornos machen sollte.

## Handlung
Renates Vater will sein Töchterlein unbedingt verheiraten, und da der Herr Papa außerordentlich geschäftstüchtig ist, hat er auch schon einen in seinen Augen adäquaten Schwiegersohn für Renate im Visier. Die Tochter hat aber keine Lust zu heiraten und entzieht sich der arrangierten Hochzeit durch Flucht, die sie zunächst an einen See in Süddeutschland führt. In einer Schenke lernt sie eine Serviererin kennen, mit der sie den Job tauscht. Renate will nämlich in der neuen Position erst einmal den hier einkehrenden Zukünftigen heimlich beobachten und sehen, wen sich ihr Vater als Bräutigam für sich ausgesucht hat. Und da es ja auch noch andere Männer gibt, die hier einkehren, lohnt sich vielleicht auch der eine oder andere Vergleich. Bald kommt es zu den filmgenretypischen Verwechslungen und sexuellen (Ver-)Irrungen und Wirrungen, bis sich schließlich die Richtigen doch noch finden und die Ringe tauschen können.

## Produktionsnotizen
Die fleißigen Bienen vom fröhlichen Bock entstand im Frühjahr 1970 und wurde am 21. August 1970 uraufgeführt.

## Kritiken
„Bikinis, auszieh- und liebeswillige Mädchen sowie Verwirrungen um eine Fabrikantentochter, die den ihr vom Vater aus Geschäftsgründen bestimmten Bräutigam ausschlägt, in einem zotigen und formal dilettantischen Lustspiel.“